# Crestwood (Missouri)
Crestwood város az USA Missouri államában, St. Louis megyében. Lakosainak száma 12 404 fő (2020. április 1.).

## Népesség
A település népességének változása:

| 2010 | 11 912 |
| 2020 | 12 404 |